# Nimiq 5
O Nimiq 5 é um satélite de comunicação geoestacionário canadense da série Nimiq construído pela Space Systems/Loral (SS/L), ele está localizado na posição orbital de 72,7 graus de longitude oeste e é administrado pela Telesat Canada, com sede em Ottawa no Canadá. O satélite foi baseado na plataforma LS-1300 e sua expectativa de vida útil é de 15 anos.

## História
Em 2009 a Telesat anunciou planos para construir e lançar seu 19º satélite, o Nimiq 5. A International Launch Services (ILS) foi escolhida para o lançamento do satélite Nimiq 5 em 2009. E a Space Systems/Loral foi escolhida para fabricar o satélite.
O satélite Nimiq 5 foi enviado pelo fabricante, para o Centro Espacial de Baikonur, no Cazaquistão, no dia 18 de agosto de 2009. A Telesat Canada contratou a International Launch Services (ILS) em abril de 2007 para o lançamento do Nimiq 5 em um foguete Proton-M/Briz-M.

## Lançamento
O satélite foi lançado com sucesso ao espaço no dia 17 de setembro de 2009 às 19:19:19 UTC, por meio de um veículo Proton-M/Briz-M a partir do Cosmódromo de Baikonur, no Cazaquistão. Ele tinha uma massa de lançamento de 4.745 kg.

## Capacidade e cobertura
O  Nimiq 5 é equipado com 32 transponders em banda Ku para fazer transmissão para a América do Norte.